# Pablo Moro
Pablo Moro est un chanteur espagnol né le 10 décembre 1978 à Oviedo, dans les Asturies.
Il commence sa carrière musicale avec le soutien d'artistes comme Quique González, Burning ou encore son ami Melendi qui l'aident à le faire connaître par un large public.
En 2005 Pablo Moro a enregistré un album intitulé Emepetreses sorti en septembre 2005.